# Karol Jokl
Karol Jokl (Partizánske, 29 agosto 1945 – Bratislava, 28 ottobre 1996) è stato un calciatore cecoslovacco, di ruolo attaccante.

## Palmarès

### Giocatore

#### Competizioni nazionali
- Campionato cecoslovacco: 3

Slovan Bratislava: 1969-1970, 1973-1974, 1974-1975
- Coppa di Cecoslovacchia: 2

Slovan Bratislava: 1967-1968, 1973-1974

#### Competizioni internazionali
- Coppa delle Coppe: 1

Slovan Bratislava: 1968-1969
- Coppa Piano Karl Rappan: 5

Slovan Bratislava: 1968, 1970, 1972, 1973, 1974